# Hempstead Plains
Hempstead Plains – preria, jedyna na wschód od Appalachów amerykańska preria, której powierzchnia do początków XX wieku sięgała 60 000 akrów (24 281 hektarów).
Położona na równinie rozciągającej się od New Hyde Park po Hicksville w Nassau Count na Long Island. Preria ta powstała dzięki wodom wypływającym spod lodowca, podczas ostatniej ery lodowcowej, ponad 20 000 lat temu. W ciągu ostatnich 400 lat, urodzajna ziemia w tym miejscu była używana do wypasu bydła i owiec, a także upraw zbóż, w ostatnim okresie zaś do uprawiania szeregu aktywności sportowych. W okresie kolonialnym popularne były tu wyścigi konne. Przez cały okres istnienia, Hempstead Plains było miejscem migracji bardzo dużej liczby gatunków ptaków, toteż popularne było tu również łowiectwo. Zanik prerii na Long Island w dużej mierze związany jest z osobą biznesmena, imigranta z Irlandii, Alexandra T. Stewarta, który w 1869 roku, za kwotę 395 000 dolarów nabył od miasta  Hempstead obszar 7000 akrów (2832 hektarów), celem założenia nowej miejscowości pod nazwą Garden City. Stewart umarł wprawdzie w roku 1876 zanim jego plan został zrealizowany, ukończyła go jednak jego żona Cornelia.
Na początku XX wieku, duża część prerii pozostawała jeszcze w stanie niezmienionym, toteż rozległy płaski obszar lądu stał się atrakcyjnym miejscem dla eksperymentów z nowym wynalazkiem, aeroplanem. Powstało wówczas na Hempstead Plains kilka lotnisk, na których eksperymentowano z o kilka lat wcześniejszym wynalazkiem braci Wright z Karoliny Północnej. Z czasem jednak, w miarę rozwoju sieci dróg oraz budowy nowych domów, preria kurczyła się, a wraz z nią przestrzeń pod lotniska i krajobraz. W latach 40. i 50., teren ten coraz bardziej urbanizował się, powstawały centra handlowe jak Roosevelt Field Mall, i inne instytucje – Hofstra University, czy Nassau Coliseum, które zajmują dziś miejsce dawnych lotnisk i prerii. W roku 1970 Hempstead Plains obejmował obszar już tylko około 1000 akrów (404 ha). Władze Nassau County postanowiły wówczas zachować obszar około 62 akrów (25 ha) pod postacią parku, teren ten nie był jednak utrzymywany jako prawdziwa preria. Zabieg ten trudny jest bowiem do przeprowadzenia, z uwagi na dużą ilość inwazyjnych roślin nie będących częścią historycznego naturalnego ekosystemu tego obszaru.